# Befæstet bolig
En befæstet bolig eller befæstet herregård er en type bygning, der udviklede sig i Europa i middelalderen, i form af boliger med betydelige forsvarsforanstaltninger tilføjet. I den tidligere romerske periode var det almindeligt, at velhavende godsejere opførte ubefæstede villaer på deres ejendomme. Efter Romerrigets fald medførte øget social uro og militære konflikter i hele Europa et behov for mere nøjsomme bygningstyper, der var nemmere at forsvare. Befæstede boliger blev primært brugt af samfundets elite som eksempelvis adelen, herremænd samt hertuger og fyrster.
Bygninger tog elementer fra borge som bl.a. krenelering, tårne og voldgrave. Overgangen mellem en befæstet bolig og en egentlig borg eller fæstning er glidende, men generelt vil en befæstet bolig kun være beregnet for én familie og deres tjenestefolk, og ikke nødvendigvis kontrollere et større område.

## Galleri
- Schloss Hart ved Harter Graben nær Kindberg, Østrig
- Befæstet hus i San Gregorio (Casa Fuerte de San Gregorio) i Almarza, Spanien
- Kränzelstein i Sarnthein, Sydtyrol
- Topplerschlösschen i Fuchmühle, Rothenburg ob der Tauber, Bayern, Tyskland